# سرجيوس الثاني
سرجيوس الثاني هو البابا رقم 102 في قائمة باباوات الكنيسة الكاثوليكية انتخب في يناير عام 844 (غير معروف اليوم) وتوفي يوم 27 يناير عام 847 وقد كان مرشح طبقة الرومان الأشراف.
عُين أخاه أسقفاً في أحد الأماكن ولكنه كان منافقاً خذولاً لأهله، وقد اتخذت السيمونية لأول مرة في عهده إجراءاتٍ أثارت الجميع وتوصلت إلى أشياء غير متوقعة حيث عرضت الأسقفيات للبيع، وقد استولى العرب في عهده على جزء من مدينة روما وكان ذلك في سنة 846.